# De Bloemert

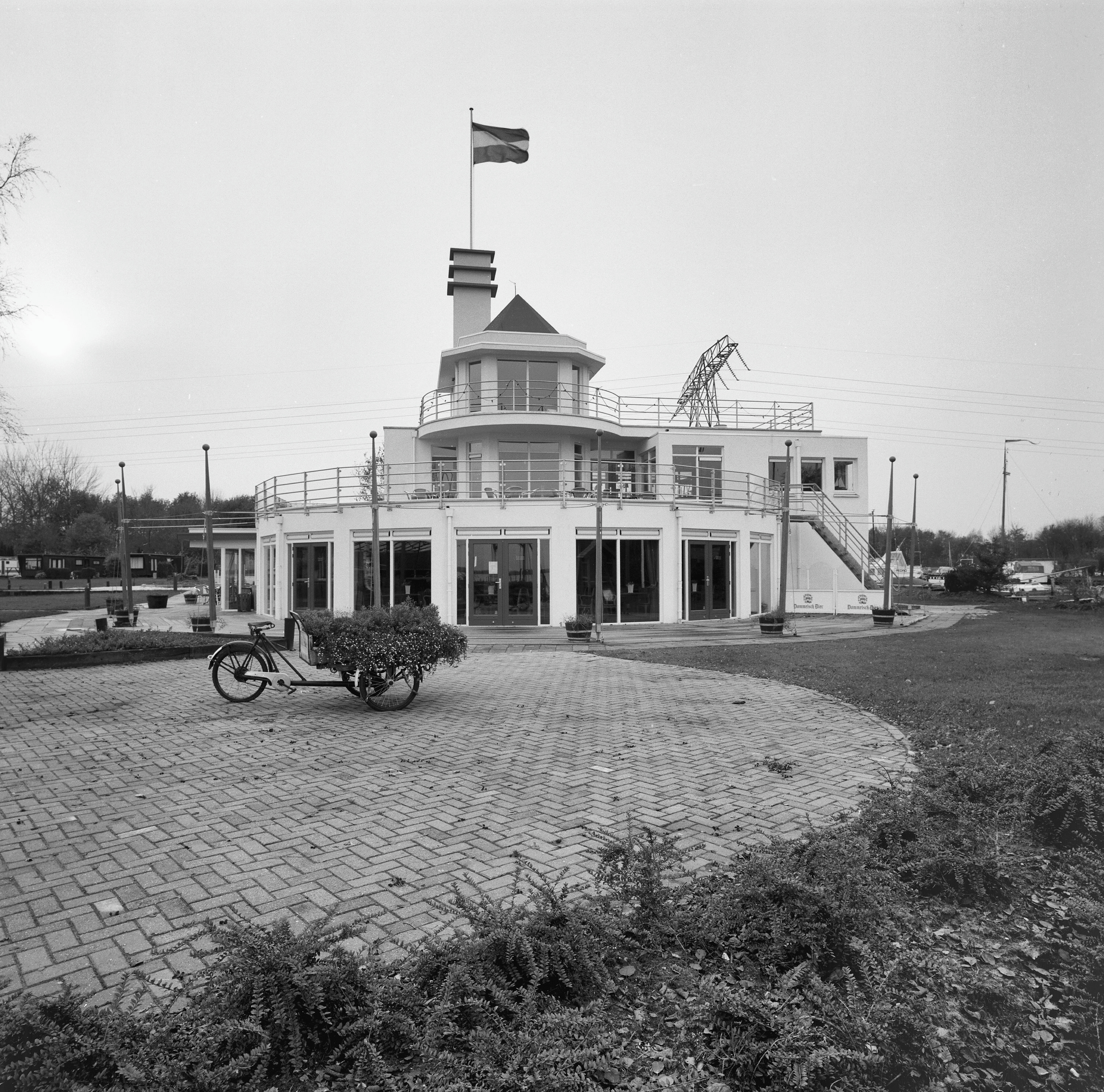
Paviljoen De Bloemert (2000)

De Bloemert is een recreatiepark in het noorden van de Nederlandse provincie Drenthe, gelegen aan de zuidoever van het Zuidlaardermeer. De Bloemert is gesticht in 1934. Per 1 januari 2007 valt het park onder Landal Greenparks. Het park beschikt momenteel over 60 oudere bungalows, 10 nieuwere luxe villa's en 75 watervilla's. Het heeft behoorlijk wat veranderingen ondergaan, zoals de (ver)bouw van de bungalows en villa's. Ook is het paviljoen op het park verbouwd.

## Geschiedenis

### Prehistorisch dorp
Tijdens werkzaamheden ter uitbreiding van het park in 2003 werd geconcludeerd dat op de plaats van De Bloemert een oude bewoningsplek moet hebben gelegen. In september 2003 werd begonnen met opgravingen door het Groninger Instituut voor Archeologie (GIA) van de Rijksuniversiteit Groningen. Het was al eerder bekend dat hier iets viel te vinden. Tijdens een kleinschalig onderzoek in 1969 waren al potscherven boven de grond gekomen. Bij het onderzoek in 2003 werden 120 werkputten gemaakt, waaruit ongeveer 10.000 objecten werden geborgen.
Bij de opgraving van 2003 werden onder andere twee graven gevonden uit ca. 2800 voor Christus uit de enkelgrafcultuur, volgend op de trechterbekercultuur (die van de hunebedbouwers). Ook werden 45 huisplattegronden blootgelegd uit de periode van de late ijzertijd tot de hoge middeleeuwen. Uit deze huisplattegronden en daarbij gevonden voorwerpen werd geconcludeerd dat er van ongeveer 400 v.Chr. tot 1000 na Chr. een dorp moet hebben gelegen, dat zijn hoogtepunt beleefde in de 2e en 3e eeuw. Het dorp bestond uit gemiddeld 2 tot 3 omheinde boerderijen die zich uitstrekten langs een bocht van de toenmalige Hunze. Het dorp lag op de grens van het wierdengebied met de zandgronden en vormde als zodanig waarschijnlijk een handelsnederzetting met akkerbouwers en veehouders, maar er zijn ook sporen van ambachten als pottenbakken, textielweven en ijzersmeden gevonden. Er zijn ook veel voorwerpen gevonden uit de Romeinse Tijd (0-400) die erop wijzen dat de bewoners van De Bloemert contacten onderhielden met de Romeinen. De vele vondsten uit die tijd wijzen erop dat er een nederzetting is geweest van groter regionaal belang. Uit de tijd van de Grote Volksverhuizing (400-500) kwam onder meer een graf met sieraden van barnsteen naar boven, wat weer duidt op contacten met Scandinavië. De percelen van De Bloemert vormden kenmerkende hoekige blokken in de vorm van een schaakpatroon (Kurzgewannflur). Mogelijk werd het gebied verkaveld tussen Romeinse tijd en 8e eeuw; de oudste verkaveling die is aangetroffen in het gebied van Noord-, Midden- en Zuidlaren. Een andere vroege nederzetting was Plankensloot, iets zuidelijker, dat in de 6e eeuw werd verlaten. Daar zijn veel meer graven gevonden en mogelijk werden de doden uit De Bloemert dan ook daar begraven.
De bewoning van De Bloemert verplaatste zich in de tweede helft van de vroege middeleeuwen naar het zuiden. Ook is een huisplaats uit de 7e of 8e eeuw blootgelegd in de richting van Noordlaren. De sporen van bewoning lopen door tot ongeveer het jaar 1200, toen is het gebied definitief verlaten. Waarom blijft een open vraag. In de 8e of 9e eeuw is het naburige dorp Noordlaren gesticht, maar duidelijkere verbanden zijn nog niet aangetoond. Mogelijk is het dorp gesplitst in Noordlaren en (in enkele fasen) Midlaren. Een van de redenen hiervoor kan zijn dat de hooilanden rond De Bloemert te drassig werden om te kunnen worden gebruikt als gevolg van een verstoorde en grotere waterafvoer via de bovenloop van de Hunze als gevolg van verveningsactiviteiten en de eerste pogingen tot kanalisering stroomopwaarts. In de 13e eeuw leidde dit waarschijnlijk tot het ontstaan van het Zuidlaardermeer. Andere redenen die worden genoemd zijn een groei van de bevolking, die leidde tot vestiging vanaf ongeveer 800 op de essen, waar onder invloed van verbeterde landbouwmethoden en -technieken rogge kon worden verbouwd. De veldnaam  't Oude Land bij De Bloemert verwijst mogelijk nog naar de vroegere bewoning, maar zeker is dit allerminst.

### Boerderij en buitenplaats De Bloemert
De Bloemert is gevestigd op de plek die in de middeleeuwen mogelijk onderdeel vormde van de tafelgoederen van de bisschop van Utrecht en vervolgens onderdeel werd van het Drentse dingspel Oostermoer. In de 16e eeuw veranderde het verschillende malen van eigendom; via de familie De Mepsche (in 1535 door Karel van Gelre verpacht), Johan Huesinge en het klooster Essen kwam het vóór 1600 in handen van de familie Woldringe. Via via kwam het vervolgens eind 17e eeuw in handen van militair Lucas Sijpers. Hij liet begin 18e eeuw de buitenplaats De Bloemert bouwen. De naam komt van eigenaar Hindrik Harm Bloemert, die voor het eerst in relatie tot het huis wordt genoemd in 1754. In 1764 kwam het in handen van de familie De Drews, die ook een tijdlang de buitenplaats Meerlust aan noordzijde en de buitenplaats Meerwijk aan zuidzijde bezat. Via overerving kwam het achtereenvolgens in handen van de aangetrouwde families De Sitter, Van der Haer en Lijcklama à Nijeholt, waarna het via de verkoop vanaf 1879 nog een paar keer van eigenaar veranderde, alvorens het in 1907 door brand verloren ging en het jaar erop op afbraak verkocht werd. In 1934 werd de basis gelegd voor het huidige recreatiepark.